# Europees kampioenschap dammen 2002
Het Europees kampioenschap dammen 2002 werd van 5 t/m 22 november 2002 door 32 deelnemers volgens het knock-outsysteem (met een herkansingsronde) gespeeld in de Nederlandse stad Domburg. 
Voor het eerst speelde er een vrouw mee in het Europees kampioenschap namelijk Zoja Golubeva. 
Elke ronde bestond uit matches van twee partijen met een normaal speeltempo. 
Bij gelijk eindigen werd een barrage met verhoogd tempo gespeeld. De 3e ronde was een herkansingsronde zodat er in de 4e ronde 16 deelnemers waren. 
Daaruit bleven 8 spelers over die om plaats 1 t/m 8 speelden.
Regerend Nederlannds kampioen (zowel met regulier tempo als sneldammen} Martin Dolfing werd uitgeschakeld idoor de matches (waarin alle partijen met regulier tempo in remise eindigden) in de 1e ronde tegen Auke Scholma en de 3e ronde tegen Igor Kirzner te verliezen. 
De enige vrouwelijke deelnemer, Zoja Golubeva, werd in de 4e ronde uitgeschakeld door Auke Scholma in een match waarin ze de 1e partij won en de 2e verloor. 
In de 7e ronde werden matches gespeeld om de titel, plaats 3 en 4, plaats 5 en 6 en plaats 7 en 8. 
Auke Scholma versloeg Rob Clerc daarin om de 7e plaats. 
De overige matches eindigden gelijk en kregen een herkamp als vervolg. 
Daarin won Gérard Jansen van Guntis Valneris om de 3e plaats en won Anatoli Gantvarg van Edvardas Bužinskis om de 5e plaats. 
Aleksandr Schwarzman en Aleksandr Georgiejev speelden hun herkamp om de titel gelijk en speelden daarop een herkamp met versneld tempo. 
Daarin speelden ze eerst 2 partijen met rapidtempo die beide in remise eindigden. 
Daarna won Schwarzman een sneldampartij en veroverde hij daarmee de titel.

## Eindklassement
| plaats | speler               | land        |
| ------ | -------------------- | ----------- |
| 1      | Aleksandr Schwarzman | Rusland     |
| 2      | Aleksandr Georgiejev | Rusland     |
| 3      | Gérard Jansen        | Nederland   |
| 4      | Guntis Valneris      | Letland     |
| 5      | Anatoli Gantvarg     | Wit-Rusland |
| 6      | Edvardas Bužinskis   | Litouwen    |
| 7      | Auke Scholma         | Nederland   |
| 8      | Rob Clerc            | Nederland   |